# 646

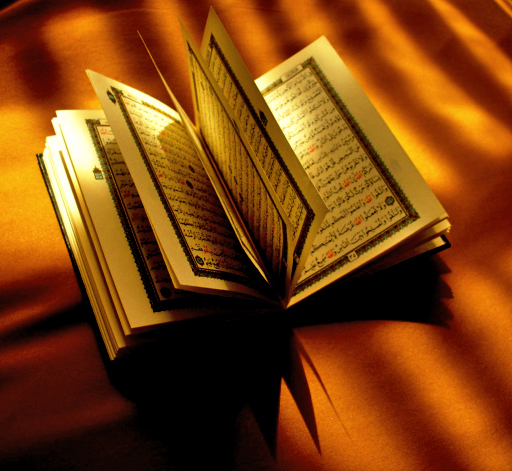
Geopende Arabische Koran

Het jaar 646 is het 46e jaar in de 7e eeuw volgens de christelijke jaartelling.

## Gebeurtenissen

### Azië
- Keizer Kōtoku voert hervormingen door naar Chinees model, de Taika-reformatie. Hij vormt een centrale regering en laat zichzelf uitroepen tot absoluut heerser. Voorts bepaalt het Taika-edict dat het land dat gebruikt wordt voor de verbouw van rijst – de voornaamste bron van rijkdom in Japan – toevalt aan de kroon, waarschijnlijk met het doel het te herverdelen onder de boeren. De bestuurlijke hervormingen gaan gepaard met de invoering van belasting, die dient te worden voldaan in de vorm van een deel van de oogst – meestal ongeveer 12 schoven rijst per hectare – of in de vorm van textiel, militaire dienst of arbeid.

## Religie
- De standaardisatie van de inhoud van de 4 geloofsfundamenten van de Koran worden op schrift gesteld:
  - monotheïsme (tawhied), verwijzing naar de eenheid van God
  - profeetschap, bevestiging van de profeet Mohammed
  - eschatologie, verwijzing naar de wederopstanding
  - beloning en bestraffing, overlevering over gewoonten

## Geboren
- Abd al-Malik, Arabisch kalief (overleden 705)